# Honkasaari (ö i Finland, Norra Savolax, Inre Savolax, lat 63,02, long 26,95)
Honkasaari är en ö i Finland. Den ligger i sjön Tallusjärvi och i kommunen Tervo i den ekonomiska regionen  Inre Savolax ekonomiska region  och landskapet Norra Savolax, i den centrala delen av landet, 300 km norr om huvudstaden Helsingfors. Öns area är 4,1 hektar och dess största längd är 230 meter i sydöst-nordvästlig riktning.